# Economia de Madagascar

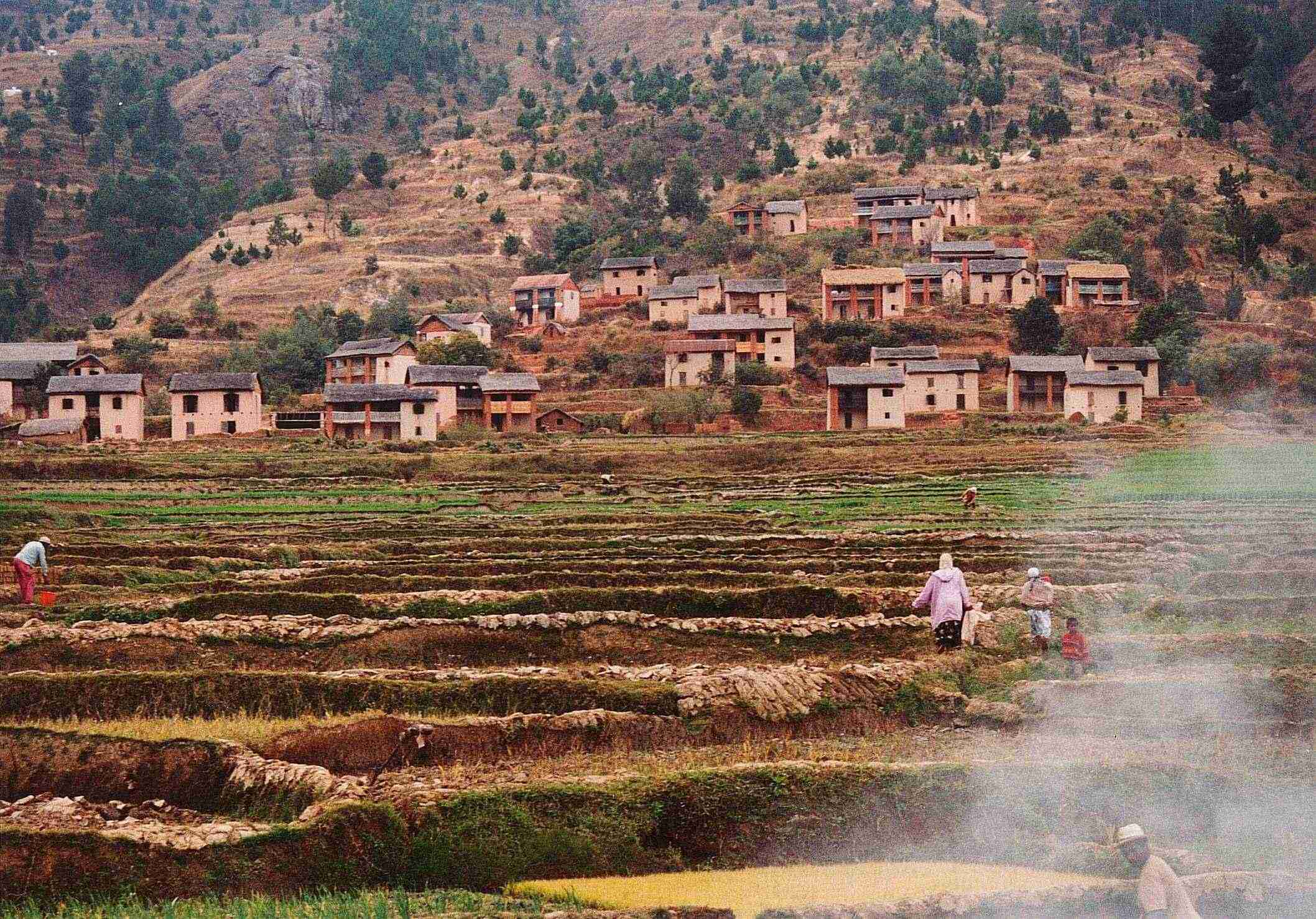
Cultiu d'arròs a Madagascar.

L'agricultura, fins i tot pesca i silvicultura, és el pilar de l'economia de Madagascar, explicant el 25% del Producte interior brut, emprant el 80% de la població, i contribuint més del 70% per als guanys d'exportació. La indústria presenta la fabricació de teixits i el processament de productes agrícoles.
El creixement de la producció entre el 1992 i el 1997 va fer una mitjana menys que la taxa de creixement de la població. Això va ocórrer a causa de vagues i demostracions contra el govern, una decadència en la demanda de cafè mundial, i el compromís erràtic del govern a la reforma econòmica. Els obstacles formidables estan dempeus en el camí de la realització de Madagascar del seu potencial de creixement considerable; el grau de reformes del govern, fora d'ajuda financera, i inversió estrangera seran determinants claus.
Després d'abandonar polítiques de caràcter socialista durant el decenni de 1990, Madagascar va adoptar les polítiques del Banc Mundial i del FMI respecte a privatitzacions i liberalització.